# Битва за Дерну (2018—2019)
Битва за Дерну — бои за овладение городом Дерна с февраля 2018 по февраль 2019 года.

## Ход битвы
5 февраля военнослужащие Ливийской национальной армии начали операцию против боевиков в портовом городе Дерна на востоке Ливии. После 5 недель боёв, 19 марта, ЛНА потерпела поражение в столкновениях с джихадистами. Военные отступили с позиций, оставив врагу некоторое количество техники.
4 апреля вспыхнул бой в южной Дерне после нападения со стороны террористической группировки «Совет Шуры» на позиции сил хафтаровцев в Дахаре Аль-Хамар. Регулярная армия отразила атаку.
8 мая силы ЛНА начали штурм Дерны, с целью полного освобождения города. 15 мая армии Хафтара удалось заблокировать восточные подходы к Дерне. Войска также сумели захватить трофеи, включая несколько лёгких ракет и один танк. 16 мая Ливийская национальная армия вновь потерпела поражение в боях с джихадистами и отступила. Через два дня начался новый штурм. ЛНА сумела сломать внешнюю линию обороны исламистов.
2 июня ВВС нанесли авиаудары по складам оружия, принадлежащим боевикам «Совета шуры моджахедов Дерны».
В июне, во время боёв в Дерне, пленён Абу Сафьян бен Каму — один из руководителей террористической организации «Аль-Каида».
28 июня Ливийская национальная армия объявила о полном освобождении от боевиков города Дерна. Однако отдельные их отряды боролись до 11 февраля 2019 года, прячась в древней части города.